# Татенко Віталій Олександрович
Віта́лій Олекса́ндрович Тате́нко — український психолог, член-кореспондент НАПН України, доктор психологічних наук, професор, заслужений працівник освіти України, кавалер ордена «За заслуги» II та ІІІ ступенів, лауреат Державної премії України в галузі науки і техніки (2019).

## Біографія
Татенко Віталій Олександрович народився 9 січня 1947 р. Закінчив Київський національний університет імені Тараса Шевченка, філософський факультет, відділення психології (1974).
У 1974–1997 рр. працює в Інституті психології ім. Г. С. Костюка НАПН України, молодшим науковим співробітником, завідувачем лабораторії психології важковиховуваних підлітків (з 1981), заступником директора з наукової роботи (з 1987).
З 1997 працював в Інституті соціальної та політичної психології НАПН України завідувачем лабораторії, а з 1999 р. головним науковим співробітником лабораторії методології психосоціальних та політико-психологічних досліджень.
Доктор психологічних наук (1997), професор (2003), член-кореспондент НАПН України (2003). Тема кандидатської дисертації «Психолого-педагогічний механізм формування вчинку учня» (1979 р.), тема докторської дисертації «Суб'єкт психічної діяльності в онтогенезі» (1997).
Помер 17 серпня 2023 року в Києві. 

## Наукова діяльність
У колі наукових інтересів В. О. Татенка теорія та методологія психологічної науки, проблеми соціальної та політичної психології. Він відомий розробкою теоретично-методологічних засад суб'єктно-вчинкового підходу. Запропонував авторський проект сутнісної конкретизації предмету і методу психологічної науки. Розробив концептуальну модель розвитку людини як суб'єкта психічного життя в онтогенезі. Запровадив системний підхід до вивчення соціально-психологічних механізмів впливу людини на людину. Розробив теоретичну модель спільного вчинку. Запропонував метод спільного вчинку учителя й учнів, експериментально довів його ефективність. Запропонував наукову модель діагностики, корекції та профілактики відхилень у поведінці важковиховуваних учнів. Проводив дослідження з психології політичного лідерства, проблем СНІДу, ґендерної рівності в системі освіти та ін.
Має значний досвід викладання курсів: «Історія психології», «Соціальна психологія», «Політична психологія», «Теоретично-методологічні проблеми психології», «Методика та організація науково-психологічних досліджень».
Член спеціалізованої ради із захисту докторських і кандидатських дисертацій Інституту соціальної та політичної психології НАПН України.
Під його керівництвом захищено низку кандидатських та докторських дисертацій з психології.
Головний редактор журналу «Психологічні науки: проблеми і здобутки [Архівовано 4 травня 2018 у Wayback Machine.]».
Член редакційних рад і колегій багатьох збірників та журналів з психології.
Член Товариства психологів України (з 1980); президії Асоціації політичних психологів України (з 1999); Громадської ради експертів із внутрішньополітичних питань при Президентові України (з 2000); Науково-методичної ради при Держдепартаменті України з питань виконання покарань (з 2002); Міжнародної асоціації іміджмейкерів.
Виконував обов'язки члена ВАК України з психології.
Автор понад 300 наукових праць.

## Основні наукові праці
- Трудный подросток: причины и следствия [Текст]  / под ред. В. А. Татенко. – К. : Радянська школа, 1985. – 175 с.
- Ранняя профилактика отклоняющегося поведения учащихся [Текст] : пособие для учителя / под ред. В. А. Татенко, Т. М. Титаренко. – К. : Радянська школа, 1989. – 128 с.
- Татенко В. А. Психология в субъектном измерении: монография. – К. : Видав. центр «Просвита», 1996. – 404 с. ISBN 5-88500-044-1
- Татенко В. О. Лідер ХХІ / LIDER ХХІ. Соціально-психологічні студії / Віталій Татенко. – К. : Видав. дім «Корпорація», 2004. – 198 с. ISBN 966-8140-02-8
- Основи психології / за ред. О. В. Киричука, В. А. Роменця. – 6-е вид. – К. : Либідь, 2006. – 632 с. ISBN 966-06-0410-6
- Основи соціальної психології: навч. посіб. / О. А. Донченко, М. М. Слюсаревський, В. О. Татенко, Т. М. Титаренко, Н. В. Хазратова та ін. ; за ред. М. М. Слюсаревського. – К. : Міленіум, 2008. – 495 с. ISBN 978-966-8063-45-2
- Татенко В. О. Соціальна психологія впливу : [моногр.] / В. О. Татенко. — К. : Міленіум, 2008. — 214 с.
- Татенко В. О. Сучасна психологія: теоретико-методологічні проблеми: навч. посіб. [Архівовано 24 січня 2022 у Wayback Machine.] / В. О. Татенко. – К. : Вид-во Нац. авіац. ун-ту «НАУ-друк», 2009. – 288 с. ISBN 978-966-598-549-5
- Татенко В. О. Психологія інтимного життя : [моногр.] / В. О. Татенко ; Національна академія педагогічних наук України, Інститут соціальної та політичної психології. – Кіровоград : Імекс-ЛТД, 2013. – 300 c.
- Татенко В. О. Методологія суб'єктно-вчинкового підходу: соціально-психологічний вимір [Архівовано 11 лютого 2017 у Wayback Machine.]: монографія / Віталій Татенко. – К. : Міленіум, 2017. – 184 с.
- Татенко В. О. Соціальна психологія націєтворення: суб’єктно-вчинковий підхід : монографія / В. О. Татенко ; Національна академія педагогічних наук України, Інститут соціальної та політичної психології. – 2-ге вид., переробл. і допов. – Кропивницький : Імекс-ЛТД, 2021. – 142 c. ISBN 978-966-189-602-3
- Татенко В. О. Колективна інтуїція у прогнозуванні соціальних явищ : монографія / В. О. Татенко ; Національна академія педагогічних наук України, Інститут соціальної та політичної психології. – Кропивницький : Імекс-ЛТД , 2023. – 100 с. ISBN 978-966-189-664-1

## Аудіозаписи доповідей у вільному онлайн-доступі
- Татенко В. О. Мотивація націєтворення як предмет соціально-психологічного дослідження [Архівовано 24 квітня 2018 у Wayback Machine.] (19.04.2018).
- Татенко В. О. Психіка як проблема сучасної психологічної науки [Архівовано 23 квітня 2018 у Wayback Machine.] (22.06.2017).
- Татенко В. О. Научная психология о душевном и духовном измерениях человеческой личности (08.06.2013, російською мовою).
- Татенко В. О. Психологія індивідуального життя в умовах нової повсякденності (24.04.2012, російською мовою).

## Нагороди
- Орден «За заслуги» (Україна) II ступеню" (2016);
- Орден «За заслуги» (Україна) III ступеню" (2012);
- Почесна відзнака «Трудова слава» (2010);
- Цінний подарунок Верховної Ради України (2002);
- Перша премія НАПН України за найкращу монографію (1997);
- Нагрудний знак «Відмінник освіти України» (з 2000);
- Почесне звання «Заслужений працівник освіти України» (2004);
- Нагрудний знак «За наукові досягнення» (2006);
- Почесний знак НАПН України «Ушинський К. Д.» (2011);
- Медаль «Володимир Роменець» (2019);
- Державна премія України в галузі науки і техніки (2019)[3];
- Почесні грамоти НАПН України, Міністерства освіти науки, молоді і спорту Україні за плідну наукову і педагогічну діяльність.